# Мина (сухопътно бойно средство)
Мината (на английски: Land mine, на немски: Landmine, на руски: Наземная мина) е бойно средство, състоящо се от обвивка, взривно вещество и устройство за възпламеняване. Предназначено е за поставяне в земята, върху земята и други повърхности, за да се взриви при присъствието, близостта или непосредствено въздействие върху него. Те могат да бъдат фабрично произведени или самоделни устройства.
Мините често се използват в групи, като голям брой от тях се поставят в участъци от терена, наричани минни полета.

## История
Поставянето на капани от хората е развито първоначално за целите на лова. Военното им използване е също така от много отдавна. Войниците на Римската империя са използвали като оръжие различни варианти на куки, ями с остри шипове и други като изработени под формата на тетраедър с четири шипа (на английски: Caltrop) за борба основно срещу конницата на противника. Те водят при настъпване с копитото на коня до нараняване и продължително изваждане от стоя. Различни варианти са използвани през различни периоди от историята против хора и превозни средства.
В Китай най-късно през 13-ти век започва използването на черен барут като взривно вещество в бомби. Първите оръжия, които могат да бъдат категоризирани като мини са открити от археолозите във вътрешна Монголия. Представляват кухи сфери с тегло до 1,7 кг. от желязо с диаметър 11 см.и са запълнени с барут. Съществуват и образци, изработени от керамика.
Първите "модерни" по конструкция мини, притежаващи механичен взривател, взривно вещество и осколъчен материал са използвани по време на Американската гражданска война. Изработени са от артилерийски снаряди с вградени импровизирани запалки. На 4-ти май 1862 г. войниците на конфедерацията използват мини при обсадата на Йоргтаун за взривяване на редут 4. През Първата световна война се използват за пръв път индустриално произведени мини. Между двете световни войни се развива развоя на нови видове мини: главно противотанкови и противопехотни. За Втората световна се оценява, че има поставени над 300 милиона противотанкови и много по-голям брой противопехотни мини.
Мините могат да отслабят много ефективно противника по време на бойните действия. По време на Втората световна война загубите на превозни средства в американската армия е било 23 %, през войната в Корея 56 % а през войната във Виетнам стигат до 70%. При това в тази война основнити мини са американски, които са поставяни отново от северовиетнамските партизани.

## Видове мини

### По предназначение
- Противопехотна мина
- Против превозни средства
- Противотанкова мина

### По начин на действие
- Взривна мина
- Осколочна мина
- Мина с насочен взрив
- Кумулативна мина
- Противопехотна скачаща мина

### По вида на взривателя
- Взривател за задействане с натиск
- Взривател за задействане с опън
- Магнитен взривател
- Ударен взривател: реагира на шум или удари по повърхността
- Взривател по време
- Взривател с лост за задействане: С лост, който се показва от разположената под земята мина и се задейства при натискане на лоста.
- Дистанционно задействана мина
- Мина със задействане от движение

### По вида на поставянето
- Скрито поставени мини
- Открито поставени мини
- Мина за хвърляне
- Мина за подводно поставяне

### По външен вид, материал и др.
- Цилиндрична мина
- Пластмасова, стъклена, бетонна или дървена мина и др.

## Забрана за използване на противопехотни мини
През 1992 г. шест неправителствени организации започват Международна кампания за забрана на противопехотните мини, като по-късно към тях се присъединяват още над 100 организации.
В резултат на усилията на редица организации и много държави през 1997 г. е подписана „Конвенция за забрана на използването, складирането, производството и прехвърлянето на противопехотни мини и за тяхното унищожаване“, известен неофициално като Договор от Отава. Конвенцията за забрана на противопехотните мини или често просто Договор за забрана на мини, има за цел премахването на противопехотни мини (AP-мин) по целия свят. Към днешна дата има 164 държави - страни по договора. Една държава (Маршаловите острови) е подписала, но не е ратифицирала договора, докато 32 държави от ООН, включително Китай, Русия и Съединените щати не са го направили; правейки общо 33 държави на ООН да не участват.

## Източник
1. ↑  Кратка българска енциклопедия София 1966 г. Издателство БАН том 3, стр. 433
2. ↑  www.canadianlandmine.org //    Архивиран от оригинала на 2009-01-16. Посетен на 2022-02-05.
3. ↑  Gute Mine – böse Mine!? Warum auch Anti-Fahrzeugminen verboten werden sollten Informationspapier von Thomas Küchenmeister; Deutscher Initiativkreis für das Verbot von Landminen Архив на оригинала от 2022-02-22 в Wayback Machine. (PDF; 380 kB) nach: Wilhelm Schneck, Countermine Systems Directorate, Ft. Belvoir, VA 1995.